# Power Mac G4
 (décembre 2020).
Si vous disposez d'ouvrages ou d'articles de référence ou si vous connaissez des sites web de qualité traitant du thème abordé ici, merci de compléter l'article en donnant les références utiles à sa vérifiabilité et en les liant à la section « Notes et références ».
Le Power Mac G4 est une série d'ordinateurs personnels conçus et produits par Apple Inc. entre 1999 et 2004 exploitant des processeurs PowerPC G4 (PPC74xx).

## Modèle initial
Le Power Mac G4 initial est présenté à la Seybold Conference à San Francisco le 31 août 1999. Les modèles disponibles sont équipés de processeurs cadencés à 400, 450 et 500 MHz. En octobre 1999, Apple réduit de 50 MHz la fréquence de ses processeurs, à la suite de l'incapacité de Motorola de produire des processeurs cadencés à 500 MHz. Cela causa à l'époque une controverse, car Apple n'avait pas réduit le prix de ses machines malgré la baisse de la fréquence.

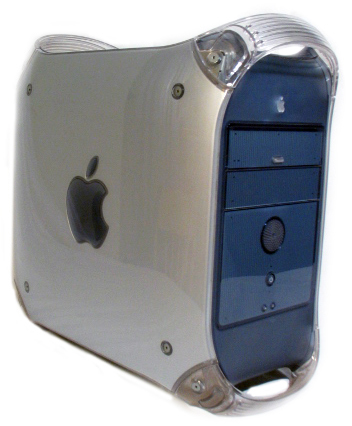
Power Mac G4 Graphite

Le modèle initialement à 400 MHz, réduit ensuite à 350 MHz, dispose d'une carte mère basée sur du PCI, identique à celle du Power Macintosh G3 (Bleu et Blanc), le port ADB en moins. Les deux autres modèles plus véloces, nom de code Sawtooth, disposent eux d'une carte mère revue en profondeur avec un port AGP 2x. Le processeur utilisé est un Motorola PowerPC G4 7400 et le boitier est cette fois-ci de couleur graphite.
En décembre 1999, la gamme entière évolue vers la carte mère AGP.

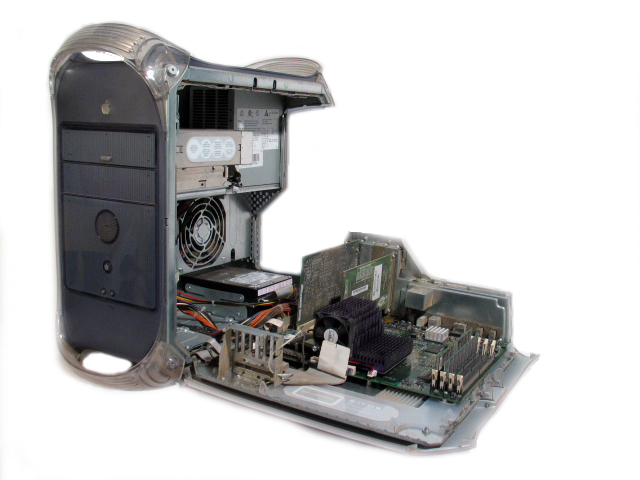
Power Mac G4 Graphite avec processeur remplacé

Le Power Mac G4 possède de base un lecteur DVD-ROM, les modèles 400 et 450 MHz disposent en plus d'un lecteur zip, lecteur en option sur le modèle à 350 MHz. Il utilise un Front Side Bus de 100 MHz et dispose de 4 emplacements pour de la mémoire vive PC100 SDRAM, acceptant au plus 2 GB, 1.5 GB sous le système d'exploitation Mac OS 9. Les modèles AGP sont alors les premiers à inclure un connecteur AirPort ainsi qu'une sortie vidéo DVI. Ce modèle dispose aussi, en plus de ses deux connecteurs externes, d'une prise FireWire 400 interne.
Le modèle 500 MHz est réintroduit le 16 février 2000, accompagné des modèles 400 et 450 MHz. Un lecteur DVD-RAM et Zip accompagne les modèles 450 et 500 MHz, tandis qu'ils sont en option sur le modèle à 400 MHz.
Le nom commercial pour ces modèles est Power Mac G4 (AGP), Sawtooth fut un nom de code utilisé en interne avant leur sortie puis réutilisé par certains technophiles.
Le Power Mac est actualisé lors de la Macworld Conference & Expo/New York, le 19 juillet 2000 et devient le Power Mac G4 (Ethernet Gigabit) (nom de code : Mystic). Il est le premier ordinateur personnel à proposer en configuration standard le Gigabit Ethernet. Le processeur proposé en entrée de gamme est cadencé à 400 MHz. Les modèles 450 MHz et 500 MHz sont proposés en configuration double-processeur. Cette mise à jour est considérée par certains comme une configuration « bouche-trou », car elle ne propose pas de G4 à fréquence plus élevée. Ces modèles ont aussi introduit le port vidéo propriétaire Apple Display Connector en double sur la carte graphique pour supporter les anciens moniteurs coûteux utilisés sur les Power Macintosh G3.

## Modèles à 4 emplacements PCI

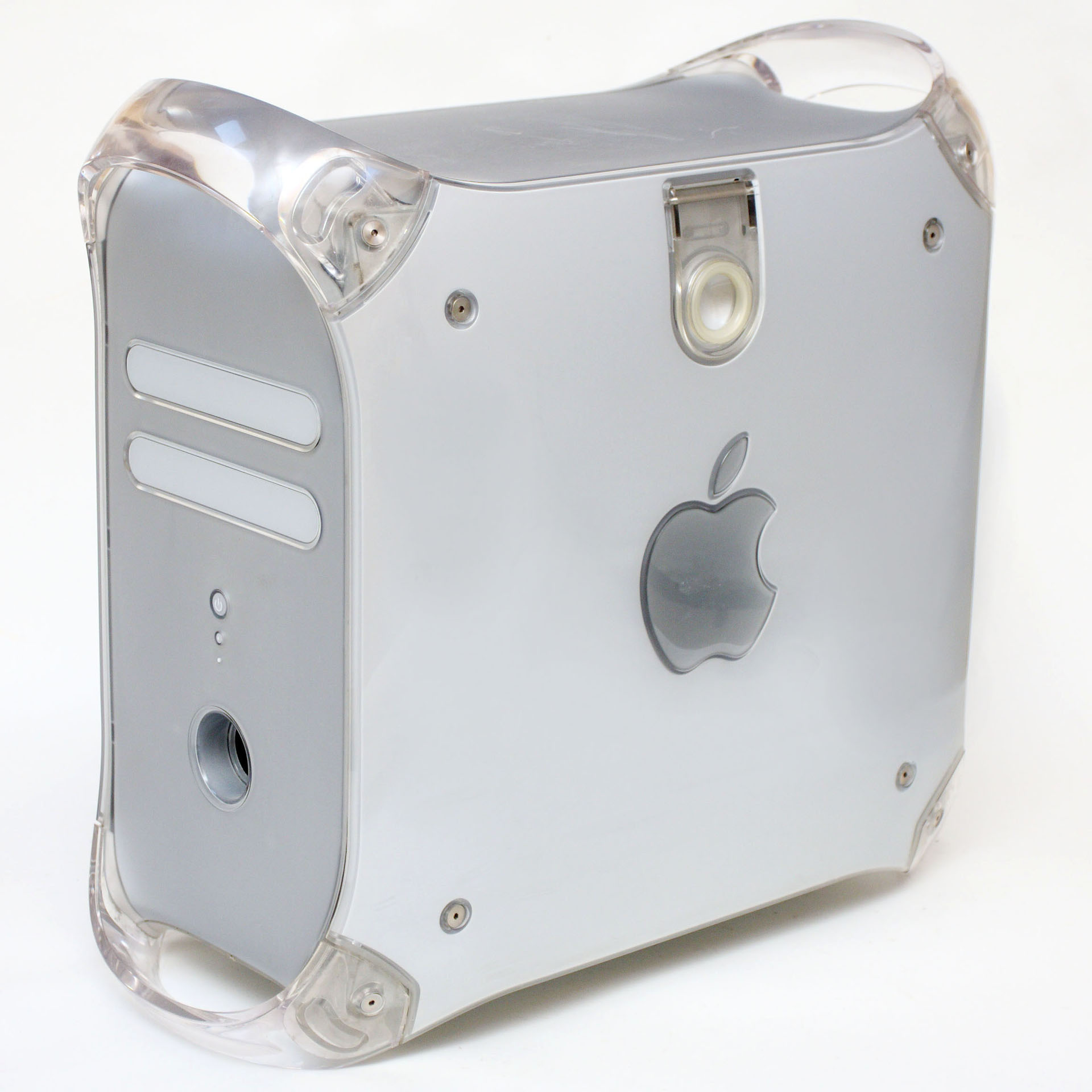
Quicksilver Power Mac G4.

Une nouvelle génération avec une carte mère retravaillée est lancé le 9 janvier 2001 avec cependant le même boitier Graphite. Il s'agit fondamentalement d'un futur Quicksilver dans un ancien boitier. Motorola a ajouté un septième pipeline à l'architecture de son nouveau PowerPC G4 afin d'atteindre des fréquences supérieures. Parmi les nouveautés, on compte un 4e emplacements PCI, un FSB à 133 MHz, un port AGP x4 ainsi qu'un circuit audio numérique, lui donnant son nom : PowerPC Digital Audio. Les modèles sont proposés en configuration monoprocesseur avec des fréquences de 466, 533 MHz (G4 7410) 667 et 733 MHz (G4 7450) et 533 MHz en biprocesseur. Le nombre d'emplacements pour la mémoire vive est réduit à 3, limitant la mémoire vive à 1,5 GB de SDRAM PC133.
Le modèle 733 MHz, est le premier ordinateur personnel à comporter un graveur de DVD, nommé SuperDrive chez Apple. Les autres sont les premiers Mac à être équipés d'un graveur de CD-RW. Ces PowerMac sont aussi les premiers à être équipés d'une carte graphique utilisant un processeur graphique NVIDIA : le GeForce 2MX.
Le 18 juillet 2001 lors de la Macworld Conference & Expo/New York, Apple introduit une nouvelle génération de Power Mac G4, connus sous le nom de Quicksilver. Cependant, il s'agit principalement de changements techniques mineurs. 733 et 867 MHz sont les fréquences proposées en monoprocesseur et 800 MHz en biprocesseur. Le G4 cadencé à 733 MHz se caractérise par l'absence de cache L3.
Les configurations sont actualisées le 28 janvier 2002 avec des fréquences de 800 et 933 MHz en monoprocesseur et 1 GHz en biprocesseur, devenant ainsi le premier Mac atteindre la barre symbolique du Gigahertz. De nouveau le modèle d'entrée de gamme à 800 MHz est dépourvu de cache de niveau 3. Les cartes graphiques sont à nouveau fournies par Nvidia, ce sont des GeForce 4 MX. Cette série est connue sous le nom de Quicksilver 2002.

## Les modèles DDR

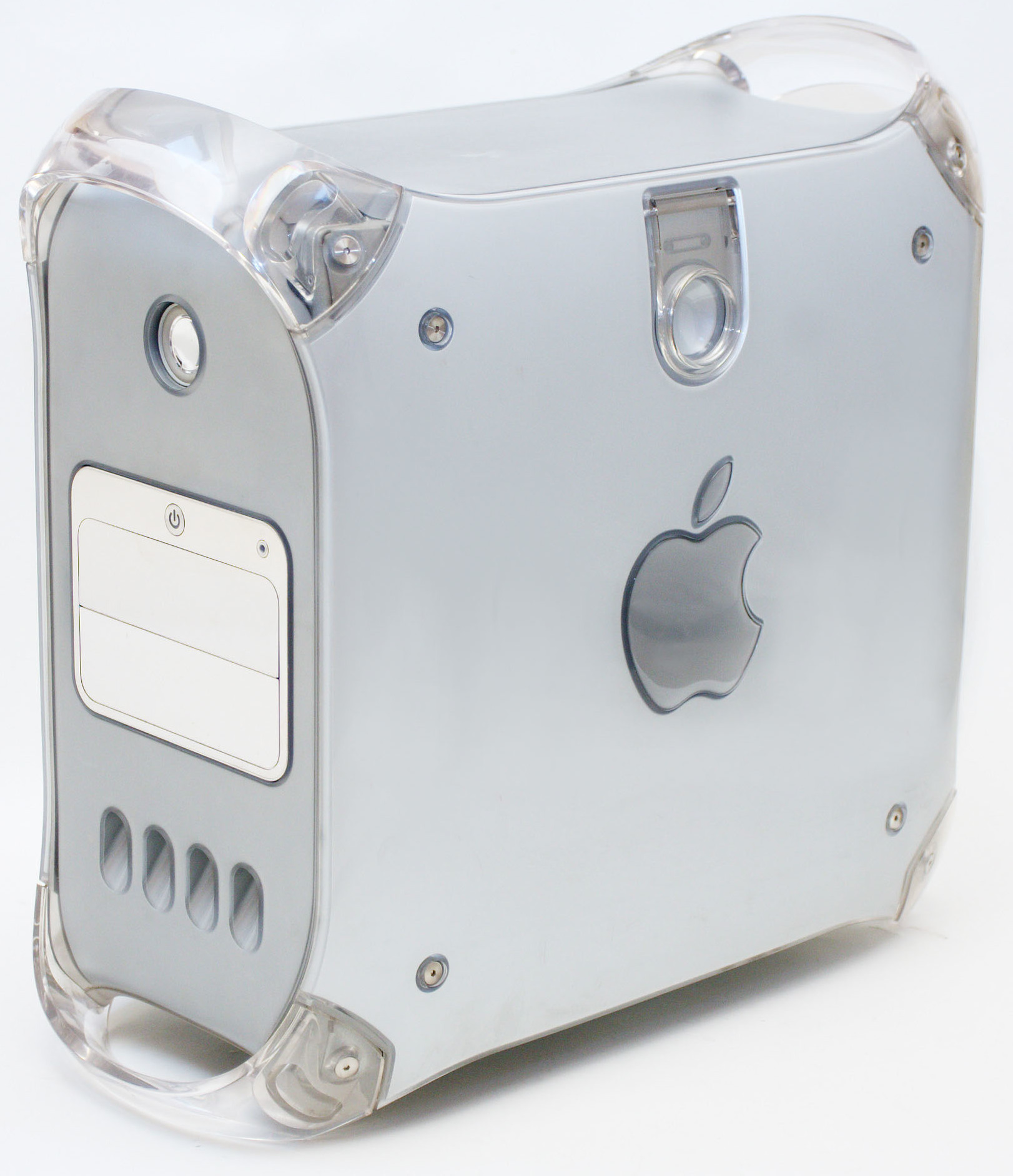
Power Mac G4 "MDD"

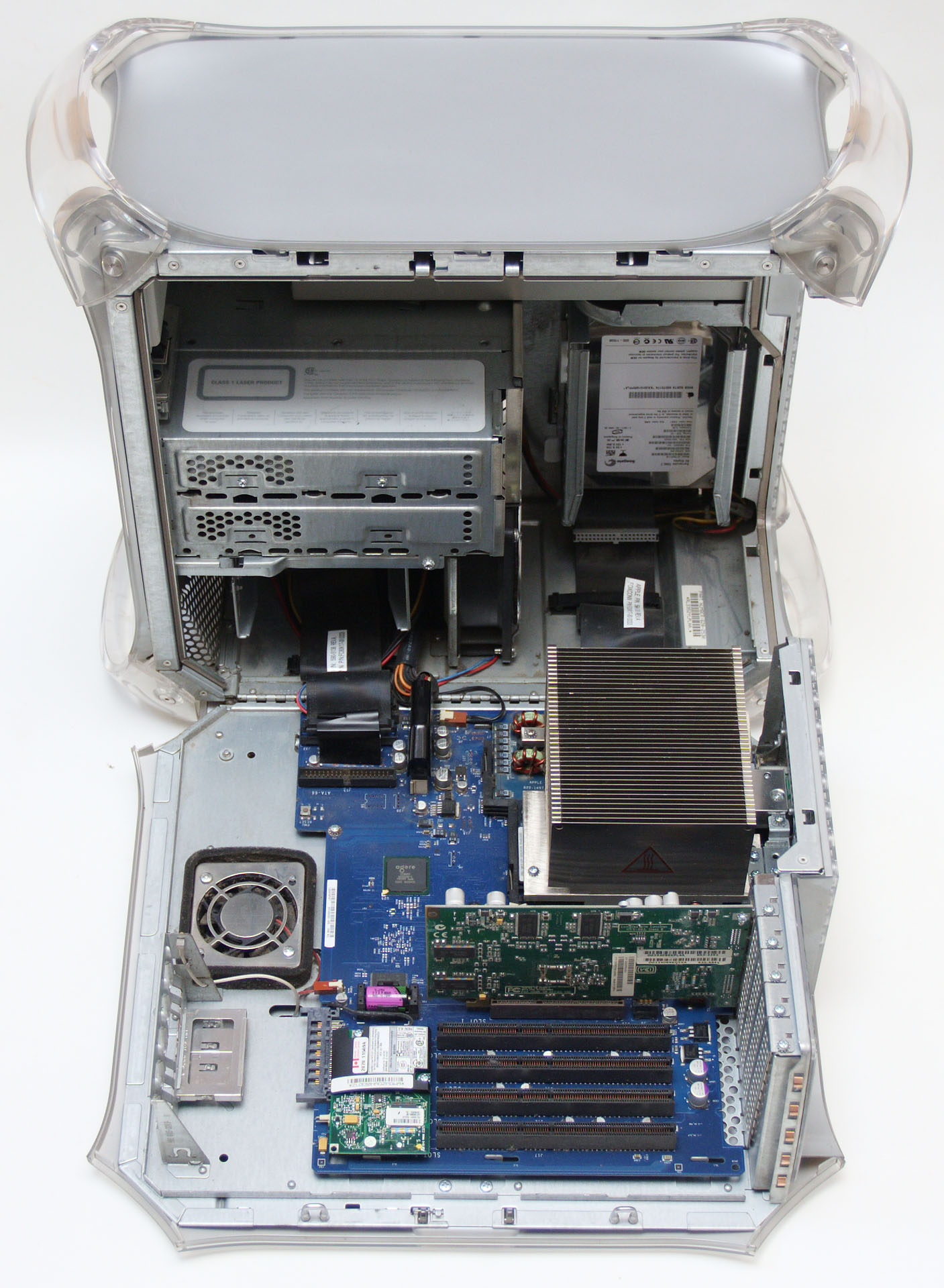
Power Mac G4 MDD avec capot ouvert

Une nouvelle génération de Power Mac G4 Apple, est lancée le 13 août 2002, utilisant une carte mère DDR dérivée du Xserve G4 et arborant un nouveau boitier connu sous le nom Porte de lecteur miroir (en anglais Mirrored Drive Doors ou MDD) qui donna son nom au modèle. Tous les modèles sont proposés en configuration biprocesseur, cadencés à 867 MHz, 1 GHz ou 1,25 GHz. Tout comme pour la gamme Xserve, le processeur PowerPC 7455 ne dispose que d'un FSB SDR, ce qui signifie que le système ne peut utiliser que la moitié de la bande passante théorique.
Le dernier PowerMac G4 est lancé en juin 2003 et est constitué d'un seul modèle avec un processeur cadencé à 1,25 GHz.
Ces modèles sont connus pour leur nuisance sonore qui leur a valu le nom, non officiel de windtunnel (soufflerie). Le bruit fut si problématique, qu'Apple remplaça l'alimentation de la machine ainsi que le ventilateur principal par des modèles plus silencieux et initia un schéma de remplacement Do it yourself pour les machines déjà vendues.
La dernière véritable actualisation de la ligne des Power Mac G4 date du 28 janvier 2003, proposant alors un modèle d'entrée de gamme monoprocesseur à 1 GHz et deux modèles biprocesseurs cadencés à 1,25 et 1,42 GHz. Les innovations apportées sont un port FireWire 800, le support intégré du Bluetooth et un support Aiport Extreme en option. Ces Power Mac sont les premiers à ne pas pouvoir démarrer sous Mac OS 9. Leur production a cessé le 9 juin 2004 et le stock restant a ensuite été liquidé.